# Aholcocerus verbeeki
Aholcocerus verbeeki is een vlinder uit de familie van de houtboorders (Cossidae). De wetenschappelijke naam van de soort is voor het eerst geldig gepubliceerd in 1957 door Walter Karl Johann Roepke.
De soort komt voor in Indonesië (Java, Bali) en Maleisië (Sarawak).